# Turkmenen

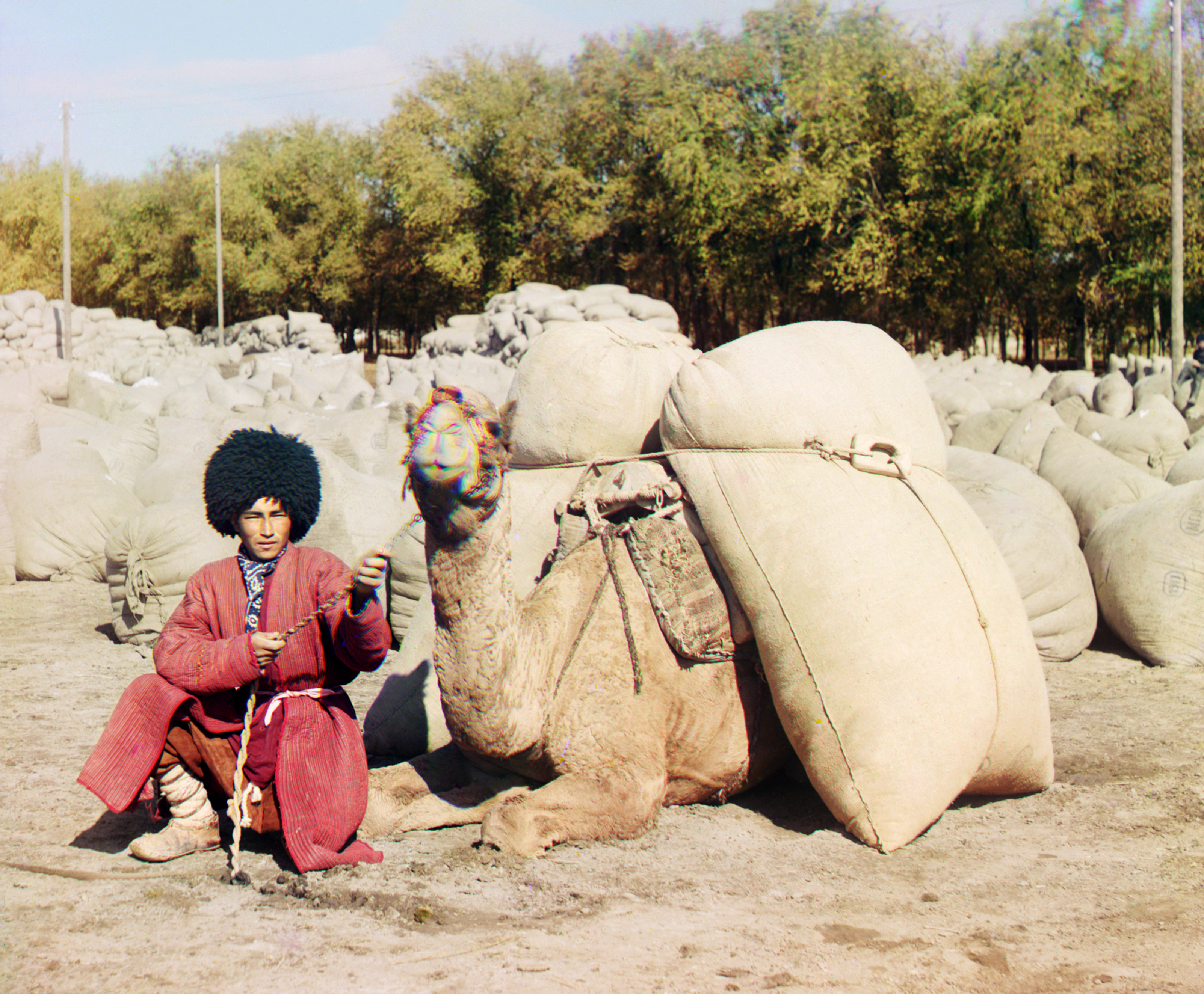
Turkmeen met kameel

De Turkmenen (Turkmeens: Түркменлер, Türkmenler, توركمنلر,) zijn een Turks volk in Centraal- en Voor-Azië. Zij waren oorspronkelijk nomaden. Turkmenen leven vooral in Turkmenistan, Afghanistan, Syrië, Irak en het noordoosten van Iran. Ze spreken Turkmeens, dat gerekend wordt tot de westerse Oğuz-tak van de Turkse talen. Er zijn naar schatting ongeveer 20 miljoen Turkmenen.
Er leven ook Turkmenen in Anatolië; ze leven vooral in Midden- en Zuid-Anatolië en zijn naar schatting met een paar miljoen. Turkmenen in Turkije worden ook wel de Yörüken genoemd; Mustafa Kemal Atatürk was ook een Yörük.

## Geschiedenis
In de 11e eeuw trok een aantal van hen onder leiding van de clan der Seltsjoeken naar Perzië en Klein-Azië. In Klein-Azië traden zij op als gazi's (strijders voor het geloof). Het Byzantijnse gebied, het huidige Turkije, werd door hun toedoen geïslamiseerd en geturkificeerd. Zo legden zij de grondslag voor het rijk van de Osmanen.
In de 15e eeuw werd het westen van Perzië overheerst door twee Turkmeense dynastieën, de dynastie van het Zwarte Schaap (Karakoyunlu) en die van het Witte Schaap (Akkoyunlu). De Perzische dynastie van de Safawieden (1501-1722), hoewel zelf waarschijnlijk van Koerdische herkomst, steunde op een confederatie van Turkmeense groepen, die voor de sji’itische richting in de islam waren gewonnen. Een van deze groepen was die van de Kadjaren, die Perzië van 1794 tot 1925 regeerden. De sji’itische stroming onder de Turkmenen in het Osmaanse Rijk werd bloedig onderdrukt door sultan Selîm I (1512-1520). De Turkmenen in Centraal-Azië bleven trouw aan de soennitische islam.
Van de 16e tot de 19e eeuw werden de oostelijke gebieden van Perzië voortdurend geplaagd door Turkmeense roofovervallen. Hieraan kwam pas een einde door de inlijving van hun woongebieden bij het Russische Rijk in 1885.
Ruim de helft van de Turkmenen woont thans in Turkmenistan, waar zij tijdens het sovjetbewind tot een sedentaire leefwijze werden gebracht. Ook de meeste Turkmenen in Oost-Turkije, Noord-Perzië en Noordwest-Afghanistan zijn sedentair geworden.

## Wetenswaardigheid
De Turkomannen (soms ook wel Turkmenen genoemd) in Irak, Iran en Syrië dienen niet verward te worden met de Centraal-Aziatische Turkmenen, die een aparte etnische groep vormen en een Turks dialect spreken.